# Jadyi-Umar Mamsurov
Jadyi-Umar Dzhiorovich Mamsurov (en osetio: Мамсыраты Джиоры фырт Хадзы-Умар; en ruso: Хаджи-Умар Джиорович Мамсуров; Olginskoye, 2 de septiembre de 1903-Moscú,  5 de abril de 1968) fue un militar soviético de etnia osetia, participante en la Guerra civil española, la Guerra de Invierno y la Segunda Guerra Mundial. Además fue el primer Subjefe del GRU (1957-1968) y Héroe de la Unión Soviética.

## Primeros años, guerra civil rusa y años 20
Jadyi-Umar Mamsurov nació el 2 de septiembre de 1903 en el pueblo de Olginskoye (ahora el distrito de Pravoberezhny de Osetia del Norte) en una familia campesina osetia.
Mamsurov se enroló en el Ejército Rojo en junio de 1918 durante la guerra civil rusa. Sirvió como soldado del Ejército Rojo en un destacamento separado en el Consejo de Diputados de Vladikavkaz, luego en la sede del 11º Ejército. Participó en feroces batallas en el norte del Cáucaso contra las tropas de los generales Antón Denikin y A. Andréi Shkuró. Después de la derrota de las tropas rojas cerca de Piatigorsk y Kislovodsk y durante su retirada a Astracán en diciembre de 1918, Mamsurov enfermó gravemente de tifus. Escondido con parientes en las montañas, desde junio de 1919 luchó en los destacamentos partisanos rojos en Osetia, Chechenia e Ingusetia. Después de la llegada de las tropas rojas al norte del Cáucaso en marzo de 1920, se desempeñó como guía en los regimientos de fusileros 169 y 111, luego como empleado del grupo operativo del Partido Comunista de la Unión Soviética y la Checa regional de Terek. En febrero de 1921, se inscribió como comisario político en un departamento especial del 11º Ejército y participó en la invasión soviética de Georgia. Después de graduarse en marzo de 1921, fue enviado a estudiar a Moscú.
En 1923 se graduó en la Universidad Comunista del Este de Moscú. En 1924 se graduó de la Escuela Política-Militar del Distrito Militar del Cáucaso del Norte, donde se fue como maestro. Mamsurov se hizo miembro del PCUS desde 1924. Como parte de los destacamentos consolidados de cadetes de esta escuela (y dentro de regimientos de caballería), participó en la represión del bandolerismo en Chechenia, en Daguestán (septiembre-octubre de 1926). 

## Años 30s
Mientras servía en Daguestán en 1931, pasó un examen externo para un curso de la escuela militar y en 1932 se graduó en mejora del estado Mayor político en la Academia Militar-Política de Lenin. Desde marzo de 1933 hasta febrero de 1935 estuvo al mando de un escuadrón separado y un batallón de reconocimiento separado en la 1ª División de Fusileros del Distrito Militar del Volga con sede en Kazán.
En 1935 se graduó de los cursos de inteligencia en la Dirección de Inteligencia del Ejército Rojo (GRU), después de graduarse se desempeñó como secretario del Comisionado en el Departamento de Inteligencia del Ejército Rojo.
Bajo el seudónimo de Coronel Xanti (mote que hizo que muchos le tomaran por vasco) luchó en el bando republicano de la Guerra civil española desde octubre de 1936 hasta septiembre de 1937, a dónde llegó bajo el camuflaje de un hombre de negocios macedonio. En este tiempo fue consejero militar del cuartel general del ejército republicano, asesor de Durruti y líder de los destacamentos de "guerrilleros" de saboteadores, así como miembro de la defensa de Madrid. En la literatura soviética y rusa, hay alegaciones de que Mamsurov sirvió como prototipo de uno de los personajes de la novela  Por quién doblan las campanas de Ernst Hemingway. Ilya Ehrenburg creía que "mucho de lo que Hemingway contó en la novela Por quién doblan las campanas que trata sobre las acciones de los partisanos, tomó de las palabras de Hadji", y Roman Karmen afirmó que "Ernest Hemingway pasó dos noches con él en el Hotel Florida y posteriormente convirtió al audaz Jadyi en el prototipo de uno de los héroes de la novela. Sin embargo, el biógrafo de Mamsurov, M. Boltunov, señala que "Hemingway dotó a muchos héroes de su novela con los rasgos de Jadyi-Umar Mamsurov", pero no se habla de su imagen directa en el libro.
En abril de 1938, fue nombrado jefe del departamento especial "A" del Departamento de Inteligencia del Ejército Rojo, desde mayo de 1939, jefe del departamento especial en la 5ª Dirección del Ejército Rojo.
Participó en la guerra de Invierno (1939-1940), siendo adscrito al frente como jefe del grupo operativo de la Dirección de Inteligencia en el cuartel general del Frente Noroeste. En enero de 1940 fue nombrado comandante de una brigada de esquí separada formada por atletas de Leningrado, con la que realizó varias incursiones en la retaguardia de las tropas finlandesas. Después de la guerra, volvió a su puesto anterior, en septiembre de 1940 fue enviado a estudiar y en mayo de 1941 se graduó de los cursos de formación avanzada para el personal de mando en la Academia Militar Frunze.

## Segunda Guerra Mundial
Desde junio de 1941, Jadyi-Umar Mamsurov estuvo en los frentes de la Segunda Guerra Mundial. Desde el 24 de junio estuvo a disposición del mariscal de la Unión Soviética Kliment Voroshílov, con quien fue enviado al Frente Occidental. Allí, el mayor Mamsurov arrestó al comandante del Frente Occidental, General del Ejército Dmitri Pávlov el 4 de julio de 1941 por orden de Stalin, y el 8 de julio lo llevó a Moscú. Unos días después, junto con Voroshílov, partió hacia Leningrado, donde fue puesto a disposición del Consejo Militar del Frente Noroeste (entonces Frente Norte) y se ocupó de la organización del movimiento partisano en la retaguardia alemana. Desde agosto de 1941, se desempeñó temporalmente como comandante de la 311 División de Infantería del 48 Ejército después de la destitución de su comandante Iván Gogunov.
Desde octubre de 1941, jefe del departamento de inteligencia del Frente de Reserva y después de su disolución desde noviembre, jefe del grupo operativo especial de la Dirección Principal de Inteligencia del Estado Mayor General del Ejército Rojo.
En enero de 1942, a petición suya, fue enviado a las tropas y nombrado comandante de la 114 División de Caballería, que se estaba formando en el Distrito Militar del Cáucaso del Norte, en Grozni. Desde mayo de 1942 fue subcomandante del 7.º Cuerpo de Caballería en el frente de Briansk. Desde agosto de 1942, fue subjefe y jefe del departamento de operaciones del Cuartel General Central del movimiento partisano en Moscú. 
Desde marzo de 1943, nuevamente en el frente, donde hasta el final de la guerra estuvo al mando de la 2.ª División de Caballería de la Guardia de Crimea (1.º Cuerpo de Caballería de la Guardia). Mamsurov luchó al frente de una división en el frente del sudoeste, desde septiembre de 1943 en el frente de Vorónezh y desde octubre de 1943, en el Primer Frente Ucraniano. Participó en la batalla por el Dniéper, en las operaciones ofensivas Zhitomir-Berdichev, Rivne-Lutsk, Proskurov-Chernivtsi, Lvov-Sandomierz, Cárpatos orientales, la línea Vístula-Oder y Baja Silesia. La división bajo su mando fue considerada una de las mejores formaciones de caballería del Ejército Rojo, recibió muchos premios.
El comandante de la 2ª División de Caballería de la Guardia de Crimea , el Mayor General Mamsurov, se distinguió especialmente en la operación de Berlín, por las que recibió el título de Héroe de la Unión Soviética al terminar la guerra.

## Vida posterior

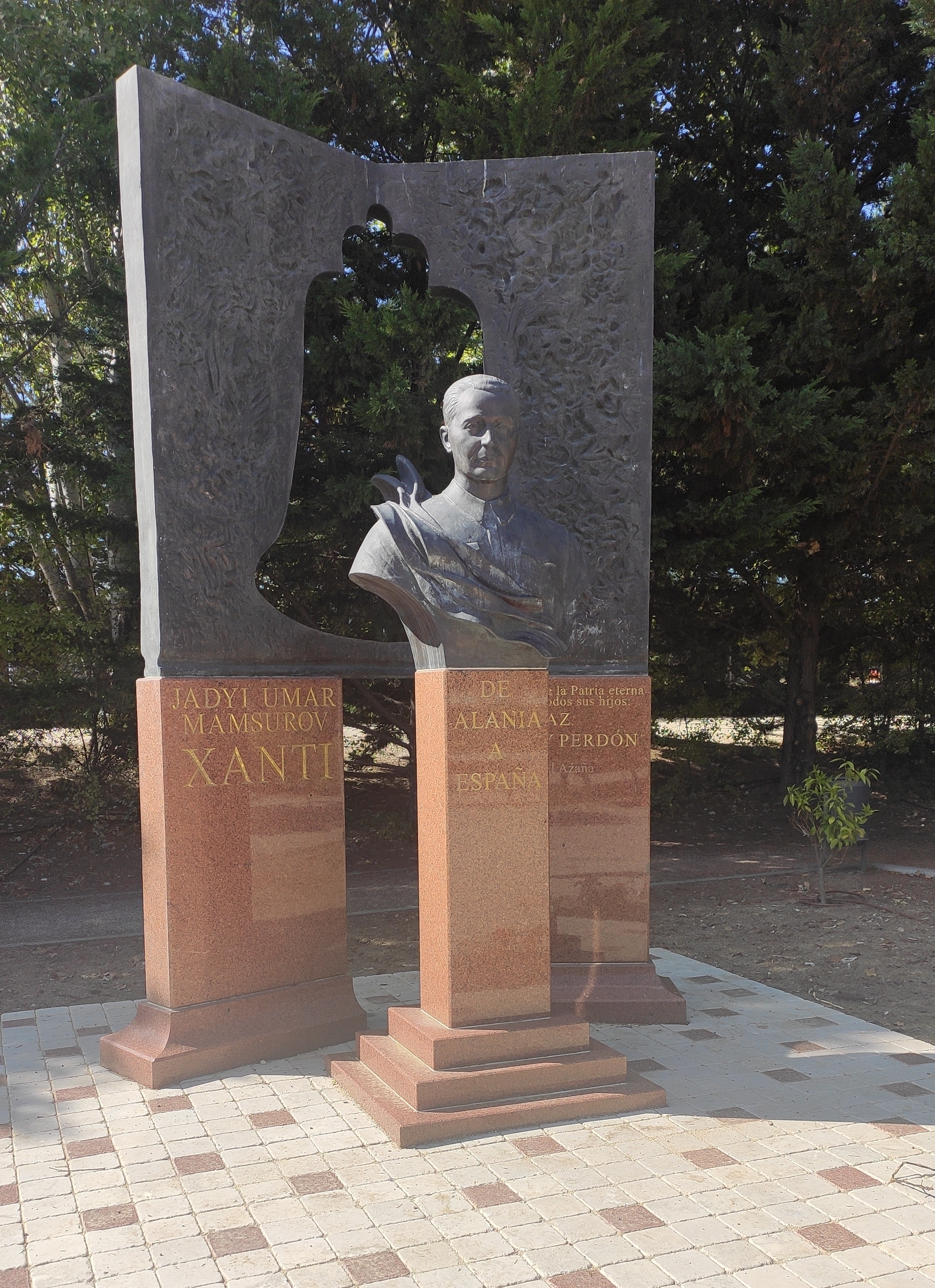
Estatua de Mamsurov "Xanti" en Fuenlabrada

Después de la guerra, continuó sirviendo en el ejército, al mando de la misma división. Desde agosto de 1946 hasta marzo de 1947 fue comandante de la 3.ª brigada de fusileros Evpatoria de guardias separados del distrito militar de Moscú en Briansk. Luego se le volvió a enviar a estudiar y en 1948 se graduó de la Academia Militar Superior de la URSS. Desde diciembre de 1948 Mamsurov estuvo destinado en el distrito militar de los Cárpatos; los primeros años como comandante de división y de junio de 1955 a julio de 1957, comandante del 38.º Ejército.
En octubre-noviembre de 1956, al frente del ejército, participó en la represión del levantamiento en Hungría, sus tropas se introdujeron en territorio húngaro y ocuparon las regiones orientales del país.
De octubre de 1957 a 1968  fue Jefe del Centro de Propósitos Especiales, al mismo tiempo desde octubre de este año se le nombró primer Subjefe del GRU del Estado Mayor General de las Fuerzas Armadas. El nombre del general Mamsurov está asociado con la repentina renuncia de Gueorgui Zhúkov al cargo de Ministro de Defensa en 1957.

## Homenajes
- Mamsurov se le dedica el documental "Tiempo en los estribos" (2003), dirigida por Alexander Berlin.
- Hay calles con su nombre en Vladikavkaz, Grozni, Beslán, Lutsk, Tsjinvali.
- En el pueblo de Olginskoye en el distrito de Pravoberezhni de Osetia del Norte, donde nació y creció Mamsurov, se inauguró una casa-museo conmemorativa. En el mismo lugar, en el patio de la escuela secundaria, se erigió un monumento.
- En 2015, se inauguró un monumento a Mamsurov en el Parque de la Solidaridad de Fuenlabrada (España) del escultor Zaurbek Dzanagov.[6] El 19 de mayo de 2017, se inauguró otro monumento en Adzhi-Mushkay del escultor S. T. Tavasiev.
- En 2015, la escuela secundaria n.º 42 en Vladikavkaz recibió el nombre de Hadji-Umar Mamsurov.